# Petra Volpe
Petra Biondina Volpe, née en 1970 à Suhr, est une scénariste et réalisatrice suisse.

## Biographie
Née d'un père italien et d'une mère suisse, Petra Biondina Volpe grandit dans le canton d'Argovie en Suisse. Entre 1992 et 1994, elle est élève de la Haute École d'art de Zurich puis s'installe une année à New York. De retour à Zurich, elle travaille comme monteuse pour la société américaine AVID Technology. 
En 1997, elle intègre la Film Academy Konrad Wolf de Potsdam-Babelsberg afin d'étudier le scénario et la dramaturgie. Elle écrit et dirige plusieurs courts métrages primés tout au long de sa scolarité. En 2001, le court métrage Crevetten remporte le prix Action Light, récompensant les jeunes réalisateurs en devenir au Festival international du film de Locarno et est nommé comme Meilleur Film étudiant au Molodist IFF, Kyiv International Film Festival. Le suivant, Schlorkbabies an der Raststätte, est lauréat d'une bourse de recherche du Prix allemand de la caméra (de) en 2002.
Depuis 2003 et l'obtention de son diplôme, elle travaille comme réalisatrice et scénariste entre Berlin et New York.

## Carrière professionnelle
Scénariste et réalisatrice, elle signe une dizaine de courts métrages avant de se consacrer à la réalisation d’œuvres de fiction pour la télévision.
À la suite d'une tournée de festivals réussie, le premier film de la réalisatrice Dreamland (Traumland) sort dans les salles de cinéma suisses au printemps 2014. Le long métrage est nommé pour quatre Swiss Film Awards la même année. Petra Volpe pose son regard sur le parcours de Mia, jeune Bulgare de 18 ans venue s'installer en Suisse avec son petit ami à la recherche d'un avenir meilleur. Pourtant, rapidement, la jeune femme se retrouve contrainte à la prostitution. À la veille de Noël, son quotidien la conduit face à des personnages aux histoires très diverses.
En 2015, elle participe comme scénariste à l'adaptation de Heidi sur grand écran par Alain Gsponer. Le film se positionne comme le plus grand succès suisse à l’international avec plus de 1,5 million d’entrées en Allemagne, Autriche et Suisse alémanique.
En avril 2017, la première internationale de L'Ordre divin (Die Götliche Ordnung) prend place lors du Tribeca Film Festival de New York, où la comédie dramatique est récompensée à trois reprises. Le film raconte la lutte d'un groupe de femmes en Appenzell contre le sexisme qui mènent publiquement une bataille pour le suffrage féminin en 1971,.
En 2020, elle écrit le scénario de la série Le prix de la paix, qui revient sur le passé de la Suisse au sortir immédiat de la Deuxième guerre mondiale (au printemps 1945). « À ma connaissance, c'est la première série qui porte précisément sur ce thème », déclare Petra Volpe. Basés sur des faits réels, mais romancés, les six épisodes mettent en scène, en les regroupant, « différentes pratiques qui ont réellement été adoptées par le milieu des affaires de l'époque », à savoir les compromissions avec d'anciens nazis. La  scénariste ajoute que cette époque n'a été ni « idyllique », ni « très reluisante », mais que c'est une part de l'histoire de la Suisse, même si les Suisses la connaissent peu. Elle a par ailleurs travaillé étroitement avec des historiens. Le quotidien Le Temps a vu dans la série « une chronique réussie de la Suisse en 1945 ».

## Filmographie

### Comme réalisatrice

#### Courts métrages
- 1992 : A Tough Lady's Walk on the Moon
- 1993 : Alone at Home
- 1994 : Home of the Dwarfs
- 1995 : Hitler's Daughter
- 1998 : Mia Nonna tutto Zucchero, Filmuniversität Babelsberg Konrad Wolf
- 1999 : Der Kuss, Filmuniversität Babelsberg Konrad Wolf
- 2001 : Crevetten, Filmuniversität Babelsberg Konrad Wolf
- 2002 : Schlorkbabies an der Raststätte, Filmuniversität Babelsberg Konrad Wolf
- 2002 : Aggima
- 2004 : La Fidanzata, Dschoint Ventschr Filmproduktion AG

#### Télévision
- 2006 : Schönes Wochenende, Dschoint Ventschr Filmproduktion AG, Schweizer Radio und Fernsehen, SWR – Südwestrundfunk
- 2007 : Kleine Fische, C-Films AG, Schweizer Radio und Fernsehen
- 2009 : Frühling im Herbt, Zodiac Pictures Ltd, Schweizer Radio und Fernsehen

#### Cinéma
- 2013 : Traumland, Zodiac Pictures Ltd, Wüste Film Ost OHG, Schweizer Radio und Fernsehen
- 2017 : L'Ordre divin (ou Les Conquérantes) (Die göttliche Ordnung), Zodiac Pictures
- 2025 : En première ligne[17]

### Comme scénariste

#### Télévision
- 2003 : Meier Marilyn de Stina Werenfels, Dschoint Ventschr Filmproduktion AG, Schweizer Radio und Fernsehen
- 2020 : Le Prix de la paix, de Michael Schaerer, Zodiac Pictures Ltd, SRF Schweizer Radio und Fernsehen, ARTE G.E.I.E.

#### Cinéma
- 2013 : Lovely Louise de Bettina Oberli, Hugofilm Productions, Wüste Filmproduktion, Schweizer Radio und Fernsehen
- 2015 : Heidi de Alain Gsponer, Zodiac Pictures Ltd, Claussen+Putz Filmproduktion, Studiocanal, Schweizer Radio und Fernsehen, Teleclub AG

## Distinctions
- 2001 : Prix Action Light pour Crevetten, Festival international du film de Locarno, Suisse
- 2010 : Prix des étudiants de la Filmakademie Baden-Württemberg pour Frühling im Herbt, Festival de la télévision de Baden-Baden, Baden-Baden, Allemagne
- 2010 : Télévision Film Award de l'Académie allemande des arts du spectacle pour Frühling im Herbt, Festival de la télévision de Baden-Baden, Baden-Baden, Allemagne
- 2014 : Prix Saarland Film de la meilleure réalisation pour Traumland, Günter Rohrbach Filmpreis, Neunkirchen, Allemagne
- 2017 : Prix du scénario pour Petra Biondina Volpe, Swiss Film Prize, Zurich, Suisse
- 2017 : Prix du meilleur scénario, prix du public pour Petra Biondina Volpe, Tribeca Film Festival, New York, États-Unis
- 2017 : Nora Ephron Prize pour Petra Biondina Volpe, Tribeca Film Festival, New York, États-Unis
- 2017 : Prix de Soleure pour Die göttliche Ordnung, 53e journées de Soleure, Soleure, Suisse